# Bactrocera nigrita
Bactrocera nigrita
 es una especie de insecto díptero que Hardy describió científicamente por primera vez en 1955. Esta especie pertenece al género Bactrocera de la familia Tephritidae.